# Hetmanato cosaco

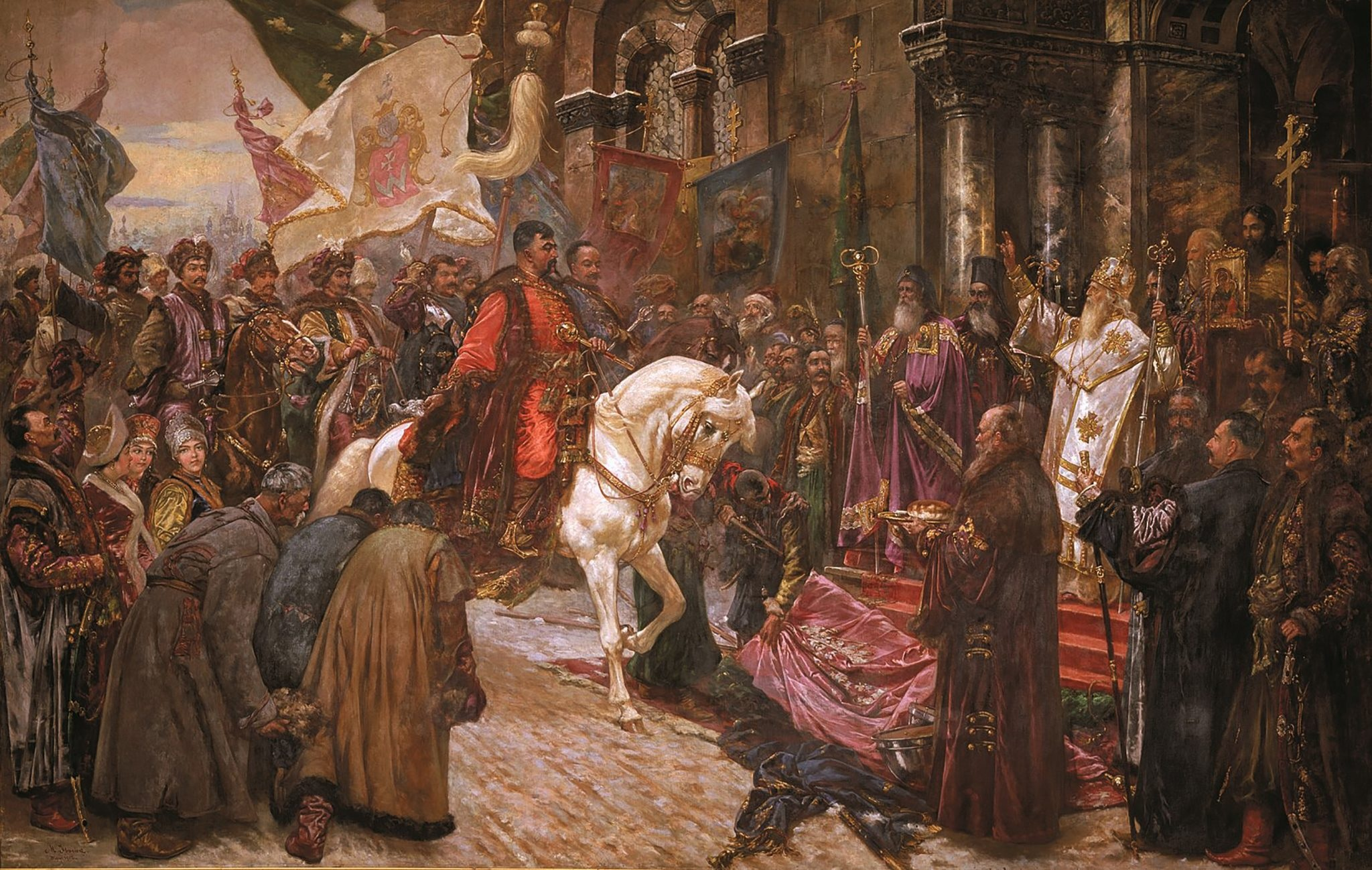
La entrada triunfal de Bohdán Jmelnitski en Kiev por Mykola Ivasiuk. 1912. Museo Nacional de Arte de Ucrania

El Hetmanato (en ucraniano: Гетьманщина; romanización: Hetmánschyna) fue un Estado cosaco localizado en las regiones centrales y noroccidentales de la actual Ucrania que existió entre los años 1648 y 1764. El Hetmanato se estableció tras la rebelión de Jmelnitski. Bogdán Jmelnitski fue el primer hetman y gobernó entre 1648 y 1657, dirigiendo a los regimientos cosacos del Sich de Zaporiyia y a tropas compuestas por pobladores ucranianos contra la República de las Dos Naciones. El Hetmanato utilizó la moneda polaca y el polaco como idioma administrativo y como idioma de mando. Sin embargo, después del Tratado de Andrúsovo en 1667, el «lenguaje simple» (en ucraniano: проста мова) comenzó a escribirse y usarse ampliamente en documentos oficiales del Hetmanato Cosaco. Esto se conoce como la lengua ucraniana moderna.
Después de diversas campañas militares contra los polacos, el hetman Bogdán Jmelnitski entró en Kiev en la Navidad de 1648. En febrero de 1649, durante las negociaciones en Pereyáslav con una delegación polaca, Jmelnitski dejó claro que quería ser el hetman de Rutenia y que su territorio podría extenderse hasta Chełm y Hálych, y les advirtió sobre la intención del Hetmanato de reanudar su campaña militar. Cuando la delegación informó a Juan II Casimiro de la nueva campaña de Jmelnitski, el rey convocó a todo el ejército de voluntarios de la nobleza de Polonia y Lituania, aunque las tropas polacas se retiraron a Zbárazh para organizar una defensa. Jmelnitski asedió la ciudad mediante diversos ataques y la bombardeó. Atrapado por sorpresa, Juan Casimiro comenzó las negociaciones con el kan de los tártaros. Terminadas estas y estando el kan del lado del rey polaco, obligaron a Jmelnitski a entablar negociaciones de paz. Jmelnitski firmó el Tratado de Zbóriv en agosto de 1649, con un resultado algo menor al que el líder cosaco había anticipado de su campaña. Como gobernante del Hetmanato, Jmelnitski participó en la formación del Estado en múltiples esferas: en el ejército, la administración, las finanzas, la economía y la cultura. Esto implicaría la formación de un sistema de gobierno y una administración militar y civil desarrollada a partir de oficiales cosacos y nobles rutenios, así como el establecimiento de una élite dentro del Hetmanato Cosaco. No obstante, después de que los tártaros de Crimea traicionaran a los cosacos por tercera vez en 1653, Jmelnitski se vio obligado a pedir ayuda al Zarato moscovita. Se acordó un tratado en abril en Moscú entre los cosacos y Alekséi Trubetskói, Vasili Buturlín y otros boyardos de Moscú. Como resultado, el anfitrión zaporozhiano obtuvo un estatus autónomo de Hetmanato dentro del Estado ruso. El tratado también llevó a la Guerra ruso-polaca de 1654-1667.
El período conocido como «La Ruina», que se extiende desde 1657 hasta 1687, estuvo marcado por constantes guerras civiles en todo el país. Después de que Jmelnitski muriera en 1657, su hijo Yuri Jmelnitski fue elegido como sucesor. No obstante, el mismo año, Iván Vyhovsky fue elegido hetman por el Consejo de los Starshyna. Su elección causó un descontento entre otros regimientos y el anfitrión de Zaporizhia, que envió a sus emisarios a Moscú con quejas. Como resultado, se convocaron nuevas elecciones en las que Vyhovsky fue reelegido en el Consejo General Militar. Moscú continuó aceptando emisarios de las regiones del Hetmanato Cosaco, ignorando la autoridad del hetman y difundiendo rumores de que, en verdad, Moscú no apoyaba la candidatura de Vyhovsky. En la primavera de 1658, Vyhovsky cruzó el Dniéper y se enfrentó a los amotinados cerca de Poltava con la ayuda de los tártaros. Durante la batalla, los líderes del levantamiento fueron reprimidos.
Después de esto, Vyhovsky y el Starshyna general consideraron que la relación con Moscovia se había roto. En 1658, se firmó el Tratado de Hádiach, un documento oficial entre representantes del Hetmanato Cosaco y Polonia. Según las condiciones del tratado, Ucrania se convertiría en un tercer componente autónomo de la comunidad polaco-lituana, bajo la soberanía máxima del rey de Polonia. Pero el tratado nunca se implementó y Vyhovsky huyó a Polonia. Yuri Jmelnitski, reinstalado, firmó la introducción de los derechos de servidumbre. En 1667, la guerra ruso-polaca terminó con el Tratado de Andrúsovo, que dividió el Hetmanato cosaco a lo largo del río Dniéper: la orilla izquierda de Ucrania disfrutó de un grado de autonomía dentro del Zarato moscovita (Ucrania de la Margen Izquierda), mientras que la orilla derecha de Ucrania siguió siendo polaca (Ucrania de la Margen Derecha). Después de la derrota de los otomanos en la batalla de Viena en 1683, Polonia logró recuperar la orilla derecha de Ucrania en 1690, a excepción de la ciudad de Kiev, y la reincorporó a sus respectivos voivodatos de la Mancomunidad polaco-lituana, mientras que se abolió todo el Hetmanato y su administración entre 1699 y 1704.
El período de la Ruina terminó efectivamente cuando Iván Mazepa fue elegido atamán, sirviendo desde 1687 hasta 1708. Trajo estabilidad al Hetmanato, que se unió nuevamente bajo un solo hetman. El Hetmanato floreció bajo su gobierno, particularmente en la literatura y la arquitectura. Durante su reinado, la Gran Guerra del Norte estalló entre Rusia y Suecia. La alianza de Mazepa con Pedro I de Rusia causó grandes pérdidas de cosacos e interferencia rusa en los asuntos internos del Hetmanato. Cuando el zar se negó a defender Ucrania contra el rey polaco Estanislao I Leszczynski, un aliado de Carlos XII de Suecia, Mazepa y algunos cosacos zaporogos se aliaron con los suecos en octubre de 1708. La batalla de Poltava (en 1709) fue ganada por Rusia, poniendo fin al objetivo de la independencia de Mazepa, prometido en un tratado anterior con Suecia. La autonomía del Hetmanato se volvió nominal y se estableció la gobernación de Kiev. El Zarato moscovita también comenzó a purgar a todos los presuntos aliados de Mazepa, lo cual culminó con las ejecuciones de cosacos en Lebedýn (raión de Lebedýn), causando la muerte de más de 900 funcionarios cosacos, acusados de traición. Además, comenzaba el proceso de rusificación de Ucrania en 1720.
Durante el reinado de Catalina II de Rusia, la autonomía del Hetmanato cosaco se fue erosionando progresivamente. Después de varios intentos, el cargo de hetman fue finalmente abolido por el gobierno ruso en 1764, y sus funciones asumidas por el colegio de la Pequeña Rusia, incorporando así plenamente al Hetmanato en el Imperio ruso. En 1775, Catalina II emitió una orden directa de que la Sich de Zaporiyia fuera destruida, por lo que los rusos rodearon la Sich y la arrasaron. Las tropas rusas desarmaron a los cosacos y confiscaron los archivos del tesoro. El último Koshovyi Otaman de la Sich de Zaporiyia, Petró Kalnyshevsky, fue arrestado, desterrado y encarcelado en el monasterio Solovetski. Esto marcó el final de los cosacos zaporogos. El resto huyó a la Sich del Danubio, en territorio otomano.

## Historia

Control del territorio de Ucrania en 1600

República de las Dos Naciones
Reino de Polonia
Ducado de Prusia, feudo de Polonia
Gran Ducado de Lituania
Ducado de Curlandia, feudo de Lituania
Livonia

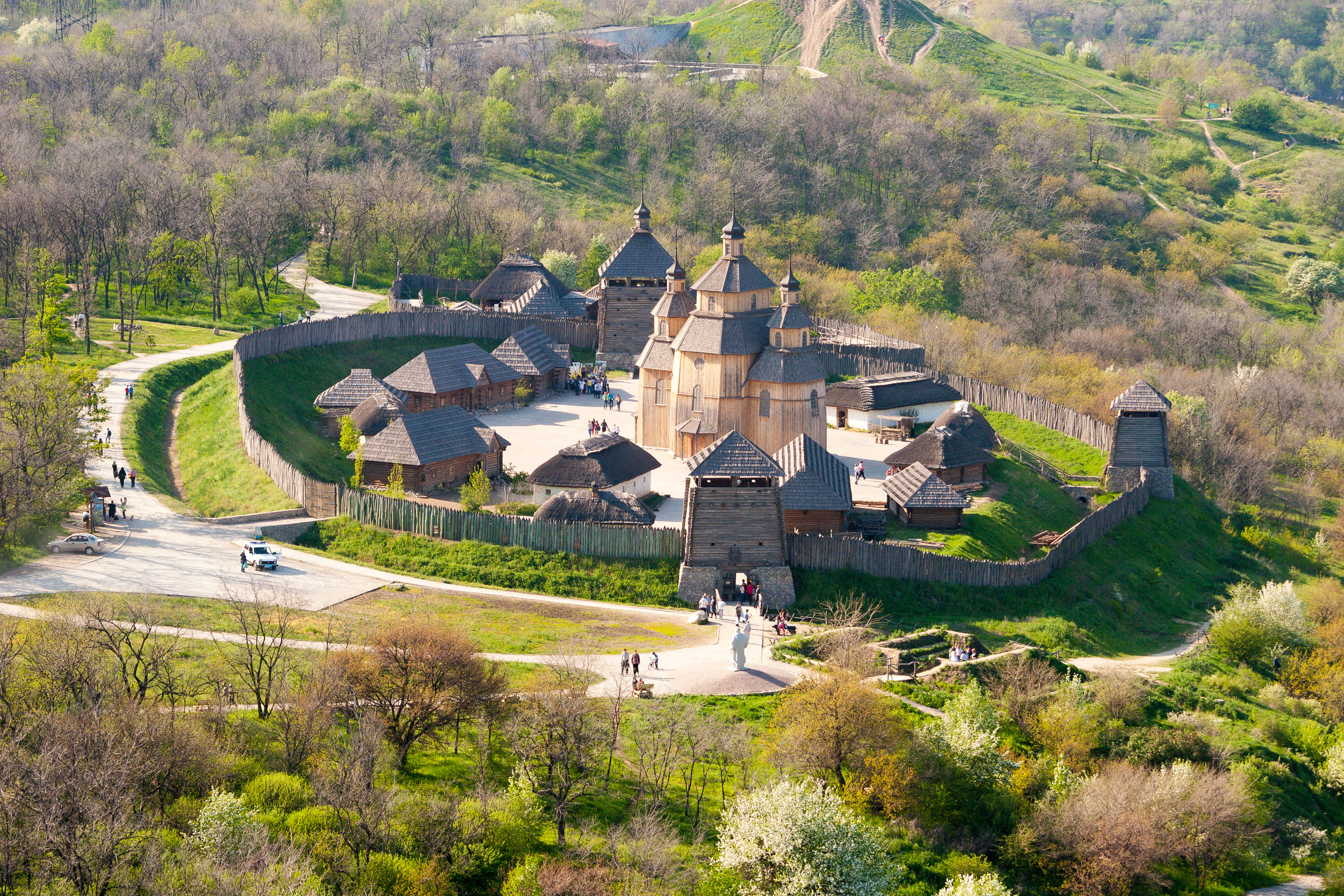
Sich de Zaporiyia (reconstrucción)

Bajo el gobierno de la República de las Dos Naciones, el campesinado ucraniano sintió cada vez más la opresión de la servidumbre por parte de la alta nobleza polaca, del mismo modo, la población de las ciudades estaba descontenta con la falta de autogobierno y la baja nobleza no tenía los mismos derechos y las mismas oportunidades que la alta nobleza. Los ortodoxos vieron claramente la diferencia entre sus derechos y los derechos de los católicos. Sin embargo, la mayoría de los políticos rutenos gradualmente fueron asimilados, cambiando su afiliación a la Iglesia católica y su nacionalidad convirtiéndose en polacos de facto para obtener privilegios, por lo que el papel de desarrollar las ideas políticas y la formación de los ucranianos como una nación independiente pasó al estrato de los cosacos libres y armados. 

### Rebelión de Jmelnitski

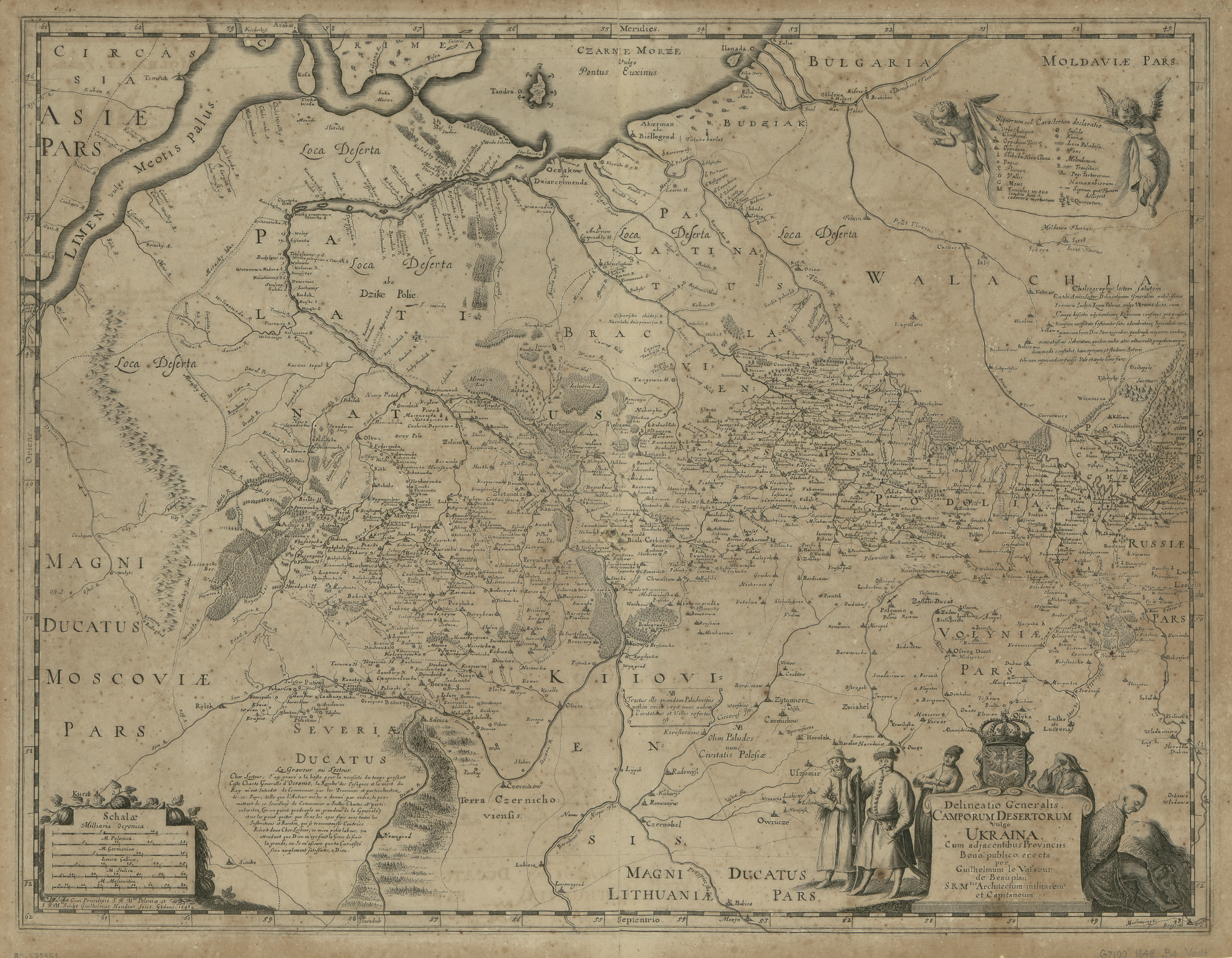
Mapa de Ucrania en 1648.

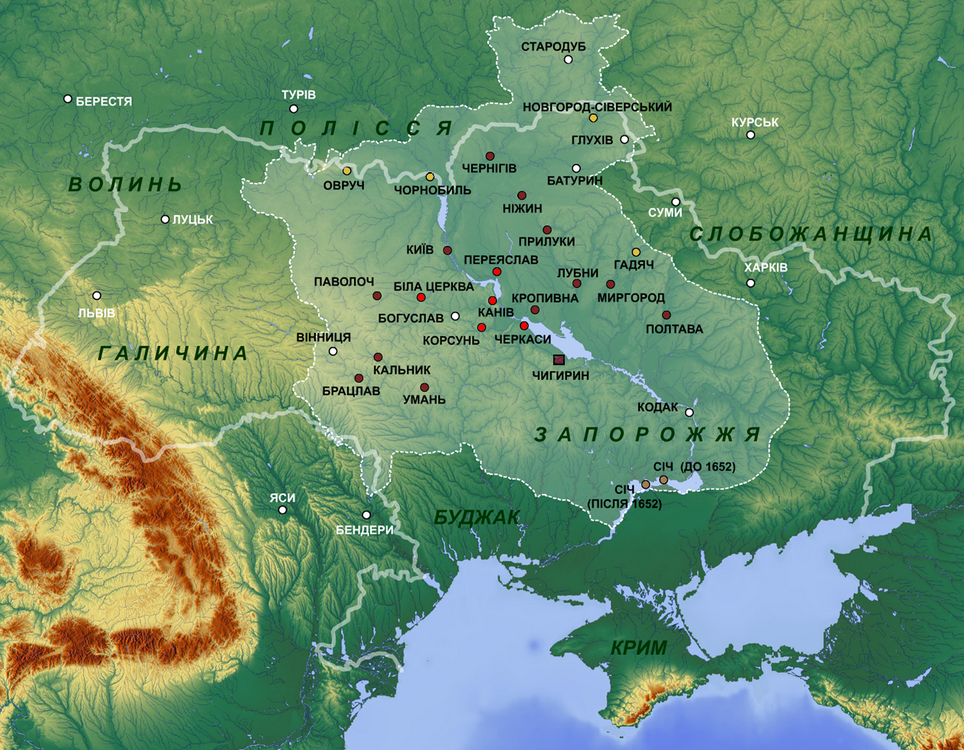
Territorio del Hetmanato tras la Rebelión de Jmelnitski.

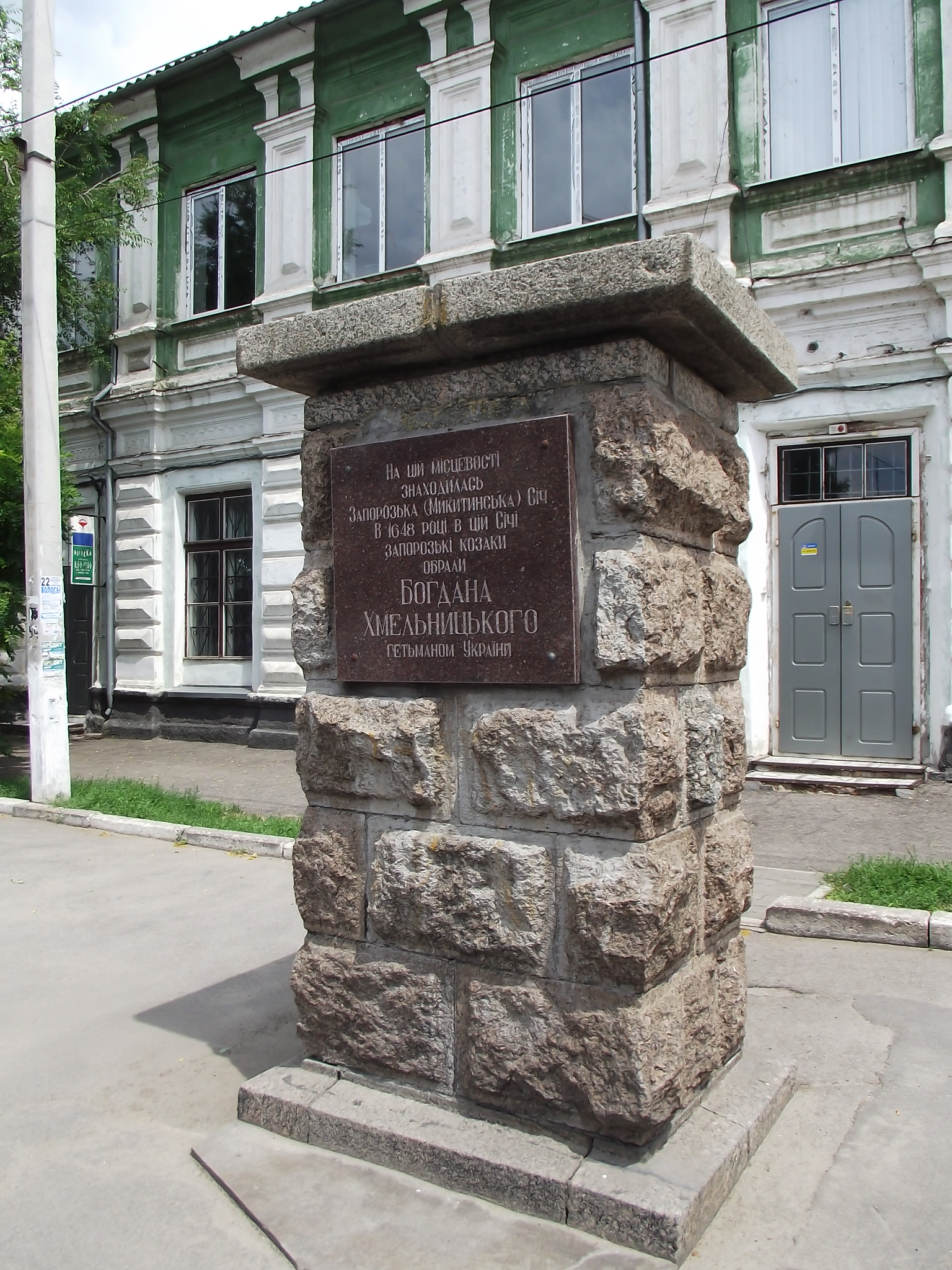
Lugar donde Jmelnitski fue elegido hetman por primera vez (ahora en Níkopol).

El motivo del levantamiento cosaco y el final de la «paz dorada» fue el ataque del teniente polaco Daniel Czapliński (en) en 1647 a Chiguirín, la aldea de Bogdán Jmelnitski. En el ataque el hijo de Bohdán fue asesinado y su esposa capturada, Jmelnitski y sus hijos huyeron a la Sich de Zaporizhia. Bohdán atrajo a los cosacos a su lado, quienes lo eligieron su líder. Jmelnitski consiguió el apoyo de 40 000 nogayos, tropas de caballería del Kanato de Crimea a principios de febrero de 1648 y derrotó al ejército de la Sich y comenzó una rebelión contra Polonia. En 1648, se obtuvieron varias victorias sobre los ejércitos de la nobleza polaca cerca de Zhovti Vody, Korsun y Pylyavets. La rebelión contó con el apoyo del pueblo rural, campesinos y burgueses rutenos atacaron las haciendas de la nobleza y asesinaron a sacerdotes católicos y judíos. Las tropas rebeldes llegaron a Zámosch, donde a Bohdán lo esperaba la noticia de la elección de un nuevo rey por parte del Sejm y el nombramiento del príncipe Yarema Vyshnevetski como comandante en jefe del ejército común. Con la esperanza de llegar a un acuerdo con el nuevo rey, Bohdán se alejó de Varsovia y el 2 de enero de 1649 visitó solemnemente Kiev como un héroe nacional a través de la Puerta Dorada. Mientras estuvo en Kiev, Bohdán cambió significativamente su idea de «autonomía cosaca» bajo la influencia de la República Polaco-Lituana, a la independencia completa de todo el pueblo ruteno, desde Zaporizha hasta Leópolis, Jolm y Hálych, por lo que no fue posible llegar a un acuerdo con el recién elegido rey Juan II Casimiro. El resultado de la Batalla de Zbóriv fueron los acuerdos de Zbóriv, donde el Hetmanato consiguió autonomía bajo los voivodatos de Kiev, Cherníhiv y Brátslav, la promesa de abolir la Unión de Brest, la amnistía y la expulsión de judíos, jesuitas y tropas polacas de las tierras ucranianas. Así, el rey recibió a Jmelnitski el 20 de agosto de 1649, aceptando sus términos, se levantó el asedio de Zbárazh y las tropas del rey polaco retrocedieron hacia Leópolis, las tropas de Jmelnitski a Kiev y los tártaros a Crimea. De esta forma, el estado ucraniano aparece en el escenario mundial como un Estado independiente.
El primer paso de Bohdán como fuerza independiente fue el intento durante la campaña de Moldavia de 1650 de concertar un «matrimonio dinástico» con el gobernante moldavo Vasile Lupu, casar a su hijo Timis con su hija Rosanda y así ganar un aliado en la guerra contra Polonia. El 28 de junio de 1651, tuvo lugar la batalla más grande de la guerra de liberación: la Batalla de Berestechko, donde el ejército de 140 000 ucranianos y tártaros se opuso a 200 000 tropas polacas. Debido a la traición de los tártaros que capturaron a Jmelnitski y la habilidad del ejército polaco, los cosacos se retiraron. Iván Bohun asumió el papel de hetman interino. Debido a un malentendido entre las unidades campesinas y cosacas del ejército, 8000 soldados fueron asesinados, parte de la artillería, la maza del hetman y el sello se perdieron. Como resultado de la batalla, se firmaron los acuerdos de Bila Tserkva, según los cuales la nobleza polaca devolvió las propiedades en los voivodatos de Brátslav y Cherníhiv, y el Hetmanato se limitó a Kiev. Las tropas cosacas se redujeron a la mitad y se prohibió la política exterior independiente. La población del Ucrania de la Margen Derecha, preocupada por la aparición de los señores polacos, comenzó a abandonar sus hogares y se trasladó al este, a Ucrania de la Margen Izquierda y Ucrania Libre.
Al año siguiente, Bogdán Jmelnitski, por su parte, violó el acuerdo y marchó sobre Moldavia, donde se casó a Timis con Rosanda. En 1653, Jmelnitski derrotó al ejército polaco cerca de Batoh y sitió al ejército cosaco-tártaro del rey Juan II Casimiro en Zhvanets. Durante el cual, las tropas tártaras no permitieron una victoria completa y a ojos de Jmelnitski dejaron de ser un aliado confiable. Como resultado, se renovaron los artículos del Tratado de Zbóriv. El 11 de octubre, a petición de Bogdán Jmelnitski, el Zarato moscovita decidió aceptar al Ejército cosaco bajo su autoridad.

### Alianza con Moscovia y Suecia
El 8 de enero de 1654, Jmelnitski convocó en Pereyáslav un consejo en el que algunos cosacos juraron lealtad al zar de Moscú Alexis Mijáilovich aprobando el Tratado de Pereyáslav. Varios coroneles de Uman, Brátslav, Poltava y Kropivnitski junto con Iván Bohún, así como el clero, no prestaron juramento. La decisión del consejo de Pereyáslav se consagró en los artículos de marzo, que proclamaban el protectorado de Moscú y permitían una política exterior independiente, excepto con Polonia y los Otomanos. Moscú se comprometió a ir a la guerra contra la República Polaco-Lituana y se establecieron sus tropas en las fronteras del Hetmanato. Así, Ucrania perdería su efímera autonomía completa y sus asuntos pasarían a ser interestatales.
En la primavera de 1654, Moscú capturó Smolensk y avanzó hacia el río Berézina lo que daría comienzo la larga guerra entre Moscú y Polonia. Al año siguiente, el rey sueco Carlos X Gustavo, insatisfecho con la consolidación del poder real de Polonia, de repente lanzó una guerra contra la Mancomunidad durante el Armisticio de Sturmdorf. Las tropas suecas ocuparon la alta Polonia, Livonia, Curlandia, sitiaron Cracovia en otoño y asaltaron Varsovia, Bogdán Jmelnitski, junto con las tropas moscovitas, asediaron Leópolis y el rey Juan Casimiro huyó a la Silesia austriaca. Este período de ocupación por parte de los luteranos suecos en la historiografía polaca se denomina «Inundación sueca». Stefan Charnetski, un conde de Kiev conocido por sus brutales masacres tanto de los insurgentes como de la población civil ucraniana, desempeñó un papel importante en la lucha guerrillera popular contra los ortodoxos conocida como guerra de Sharpán.
En octubre de 1656, cerca de Vilna se firmó el armisticio de Vilna entre Moscú y Polonia, con la promesa de Alexis Mijáilovich de convertirse en rey de Polonia tras la muerte de Juan Casimiro. Por el contrario, Jmelnitski lanzó actividades diplomáticas, que resultaron en la aprobación de la coalición antipolaca entre Transilvania, Suecia, Brandeburgo y el Hetmanato (junto con Moldavia y Valaquia) y los planes para la primera partición de la Mancomunidad. La muerte de Jmelnitski el 6 de agosto de 1657 y el acercamiento entre Austria y Polonia frustraron estos planes.

### Ruina
La Ruina (en ucraniano: Руїна, romanizado: Ruyína) es un término histórico introducido por el cronista cosaco Samiylo Velychko (1670-1728) para la situación política de la historia de Ucrania durante la segunda mitad del siglo XVII. Corresponde al período posterior a la muerte de Bohdán Jmelnitski, entre de 1659 y 1686, marcado por el colapso del Hetmanato cosaco, la lucha, la división del Dniéper entre la Mancomunidad polaco-lituana y el Zarato moscovita y la intervención extranjera.
Después de la muerte de Bohdán, su joven hijo Yuri Jmelnitski fue elegido Hetman y el secretario general Iván Vyhovsky fue elegido su regente. Vyhovsky hizo esfuerzos para acercarse más a la nobleza polaca, lo que resultó en la firma el 16 de septiembre de 1658 del Tratado de Hádiach, que acordaba la transformación de la Mancomunidad en una federación tripartidaria de la Corona polaca, el Gran Ducado de Lituania y Gran Ducado Ruso (que sería la entidad política que sustituiría al Hetmanato Cosaco, precursor de la actual Ucrania) con un Sejm conjunto del ejército y la política exterior.
Sin embargo, porque, con motivo de la ratificación del Tratado de Haddiach en el Sejm (parlamento de la República de las Dos Naciones), la nobleza polaca y lituana no aceptó un texto que equiparaba a la nobleza cosaca.
En 1659, el nuevo Tratado de Pereyáslav redujó la autonomía del ejército cosaco frente al Zarato Ruso. En 1660, se firmó la "Paz de Oliva" entre Polonia y Suecia, en este momento, las tropas de Stefan Czarniecki liberaron Bielorrusia y Lituania, cerca de Chúdniv, los polacos rodearon las fuerzas de Sheremétyev y Yuri Jmelnitski y las obligaron a firmar el Tratado de Slobodysche. Esto marcó una división de Ucrania entre los partidarios de una unidad con Moscú, Ucrania del Margen Izquierdo y los partidarios de una unión con la República de las Dos Naciones, Ucrania del Margen Derecho. Después de una campaña fallida contra Yakym Somkó, Yuri Jmelnitski renunció al poder y fue tonsurado como un monje llamado Gideón.
En 1663, se celebró el Consejo Negro en Nizhyn, en el que Iván Briujovetsky fue elegido Hetman del Margen Izquierdo con el apoyo de Iván Sirkó. Firmó los Artículos de Moscú, que iniciaron la rusificación del Margen Izquierdo de Ucrania. En el mismo año, Pavló Teteria fue elegido Hetman del Margen Derecho, quien en 1665 cedió el poder a favor de Petró Doroshenko.
El 9 de febrero de 1667, se firmó el Tratado de Andrúsovo entre los polacos y moscovitas, la cual según sus términos la tierra de Smolensk y la orilla izquierda de Ucrania fueron cedidas al Zarato moscovita y el Sich de Zaporizhia estaría bajo el control conjunto de ambos estados. En respuesta a la división de Ucrania, Doroshenko llevó a cabo una serie de reformas, reclutó un ejército mercenario y derrotó a Briujovetsky y, en el consejo de Korsun, fue elegido hetman de «ambas orillas del Dniéper» y junto con el Kan de Crimea en septiembre de 1668 rodeó los destacamentos del Hetman polaco Jan Sobieski cerca de Pidhaitsi. Pero la alianza cosaco-tártaro se rompió con la marcha de Sirko a Crimea.
Sobieski concluyó los tratados de paz con tártaros y cosacos, al año siguiente, los polacos reconocieron a Doroshenko como hetman electo del Margen Derecho. Sin embargo, Doroshenko no estaba satisfecho con las concesiones polacas y, en marzo de 1669, en el consejo cosaco cerca de Korsun, el ejército cosaco proclamó su transición al protectorado musulmán de Porta, todas las tierras de etnia ucraniana fueron proclamadas sanjacados ucranianos.
En el mismo año, Demián Mnogohrishny, quien firmó los Artículos de Hlújiv con Moscú, fue elegido Hetman del Hetmanato del Margen Izquierdo.
En el verano del mismo año, el partido pro-polaco liderado por Mykola Janenko en el Margen Derecho tomó lealtad al rey polaco en un consejo cerca de Umán. Entre 1671 y 1672, Sobieski y Janenko establecieron su poder en Podolia, pero Doroshenko, con la ayuda de los ejércitos turcos y tártaros, asediaron Kamianets y Leópolis. Según los resultados del Tratado de Buczacz de 1672, Podolia fue cedida al Imperio Otomano y Doroshenko tomó el poder en el Margen Derecho de Ucrania.
En el mismo año, Iván Samoylóvych fue elegido Hetman del Margen Izquierdo, quien firmó los tratados de Konotop, que limitaron significativamente su independencia. En 1673, Sobieski derrotó a los turcos cerca de Jotyn y fue elegido nuevo rey de la República de las Dos Naciones con el nombre de Juan III. Sin embargo, los fracasos en la guerra contra la alianza turco-ucraniana obligaron a Sobieski a firmar la paz con los otomanos tres años después.
Por otro lado, Petró Doroshenko renunció al poder y juró lealtad al Zar Aleijo I y lo sirvió en el exilio. Yuri Jmelnitskyi fue nuevamente proclamado Hetman de la parte turca de Ucrania. Su guerra de 1677-1681 con Moscú y el Margen Izquierdo destruyó el Margen Derecha y en 1679 deportó a parte de la población a la Margen Izquierda y Ucrania Libre. La guerra terminó con e Tratado de Bajchisarái y la consolidación del Margen Derecho a Turquía.

### Hetmanato de Mazepa
En 1687, como resultado de los Acuerdos de Kolómak (en ucraniano: Коломацькі статті), Grigori Samoylóvych, hijo de Iván Samoylóvych, fue asesinado e Iván Mazepa fue elegido atamán de Ucrania de la Margen Izquierda, terminando el período de la Ruina. 
Mazepa firmó los Acuerdos de Kolómak, que limitaban su poder y fortalecía la presencia de Moscú en el Hetmanato. Mazepa era amigo cercano del zar ruso Pedro I, lo ayudó a capturar la fortaleza turca de Azov y obtener acceso al Mar Negro. En 1697, el elector sajón Federico Augusto fue elegido rey de la República de las Dos Naciones con el nombre de Augusto II. Al año siguiente, en un encuentro personal en Rava-Ruska, involucró a Pedro I en la guerra con Suecia.
En 1700, comienza la Gran Guerra del Norte. En julio de 1701, el rey Carlos XII de Suecia derrotó al ejército sajón-moscovita en Dviná occidental e invadió Lituania. Los magnates más ricos de Sapieha se pusieron del lado de Suecia. En mayo de 1702, Varsovia fue capturada y se formó una confederación sueca, que destronó a Augusto II y eligió rey a Estanislao I Leszczynski, tras lo cual estalló una guerra civil en el país. Entre 1702 y 1704, los cosacos, dirigidos por Semén Palíy, tomaron el Margen Derecho y reforzaron sus posiciones. En 1704, Iván Mazepa reprimió el levantamiento y anexó estas tierras a sus posesiones. Durante la guerra, los ucranianos fueron enviados a trabajos forzados, obligados a mantener tropas estacionadas, sin brindarse asistencia militar mutua en virtud de los Acuerdos de Kolómak, lo que provocó la indignación entre los cosacos. En 1708, el rey sueco y su ejército comenzaron a trasladarse al Hetmanato, por lo que Mazepa decidió forjar una nueva alianza con Suecia, bajo la cual se formó el principado ucraniano. El Hetman fue apoyado por los cosacos en esta decisión. Por esto, Pedro I ordenó la destrucción de la capital del Hetmanato, Baturyn e impuso un anatema eclesiástico en Mazepa. Los cosacos, leales al zar, eligieron como Hetman a Iván Skoropadsky, quien firmó el tratado de Reshetýliv. En la batalla decisiva de Poltava en 1709, el ejército sueco-cosaco perdió ante Moscú y la Pequeña Rusia. Iván Mazepa y Carlos XII se retiraron a Bender en el Imperio Otomano y 23 000 soldados del ejército sueco capitularon.

### Fin del Hetmanato

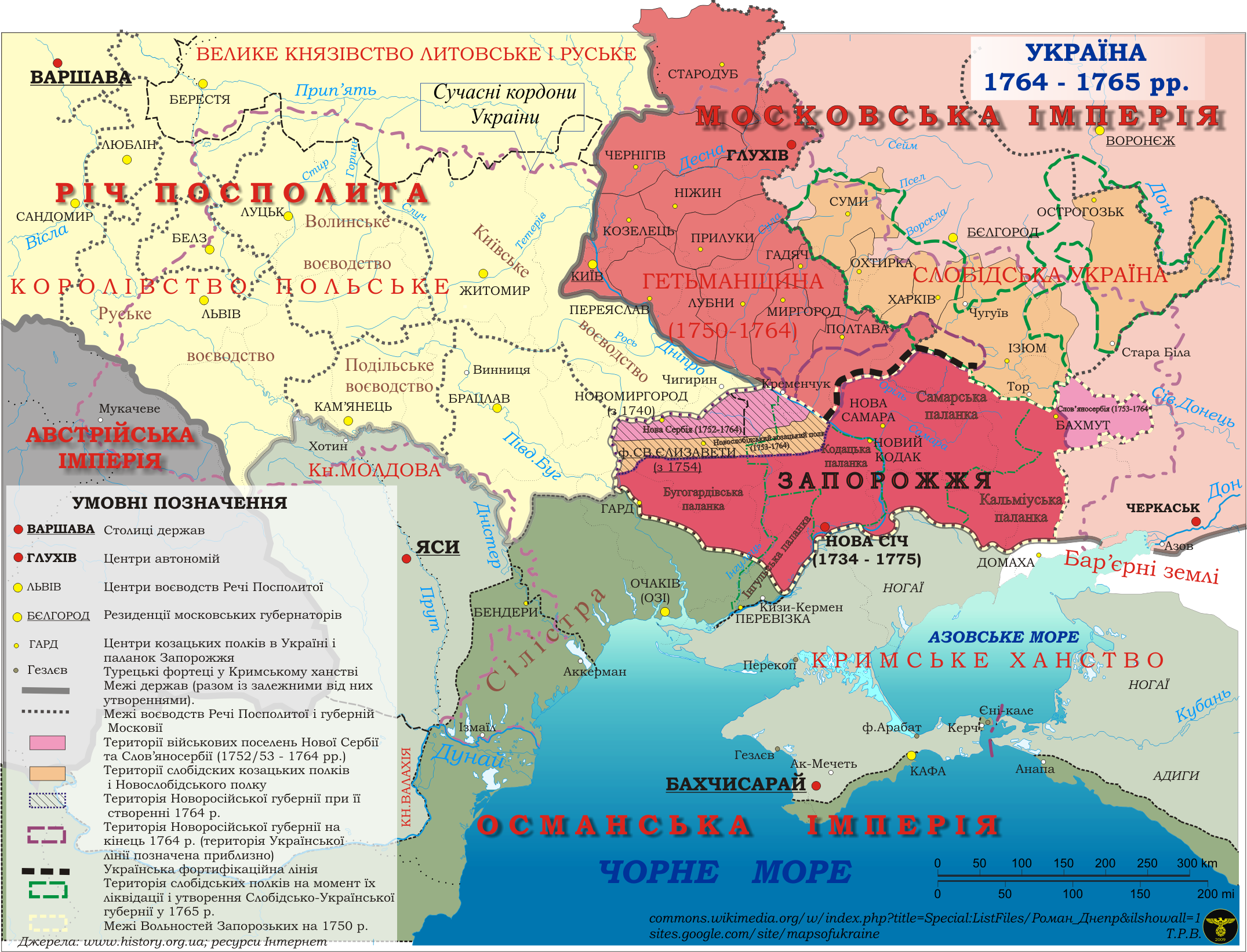
División de Ucrania en 1764.

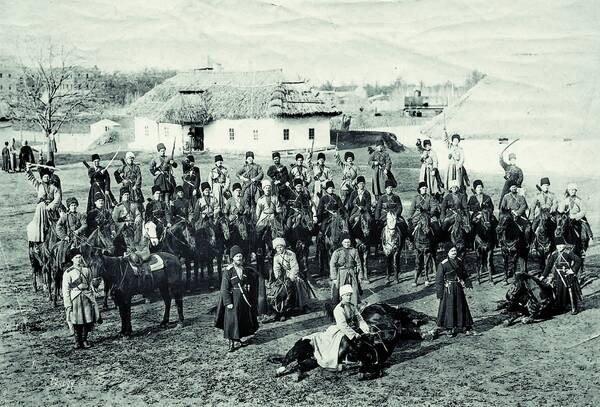
Cosacos de Kubán.

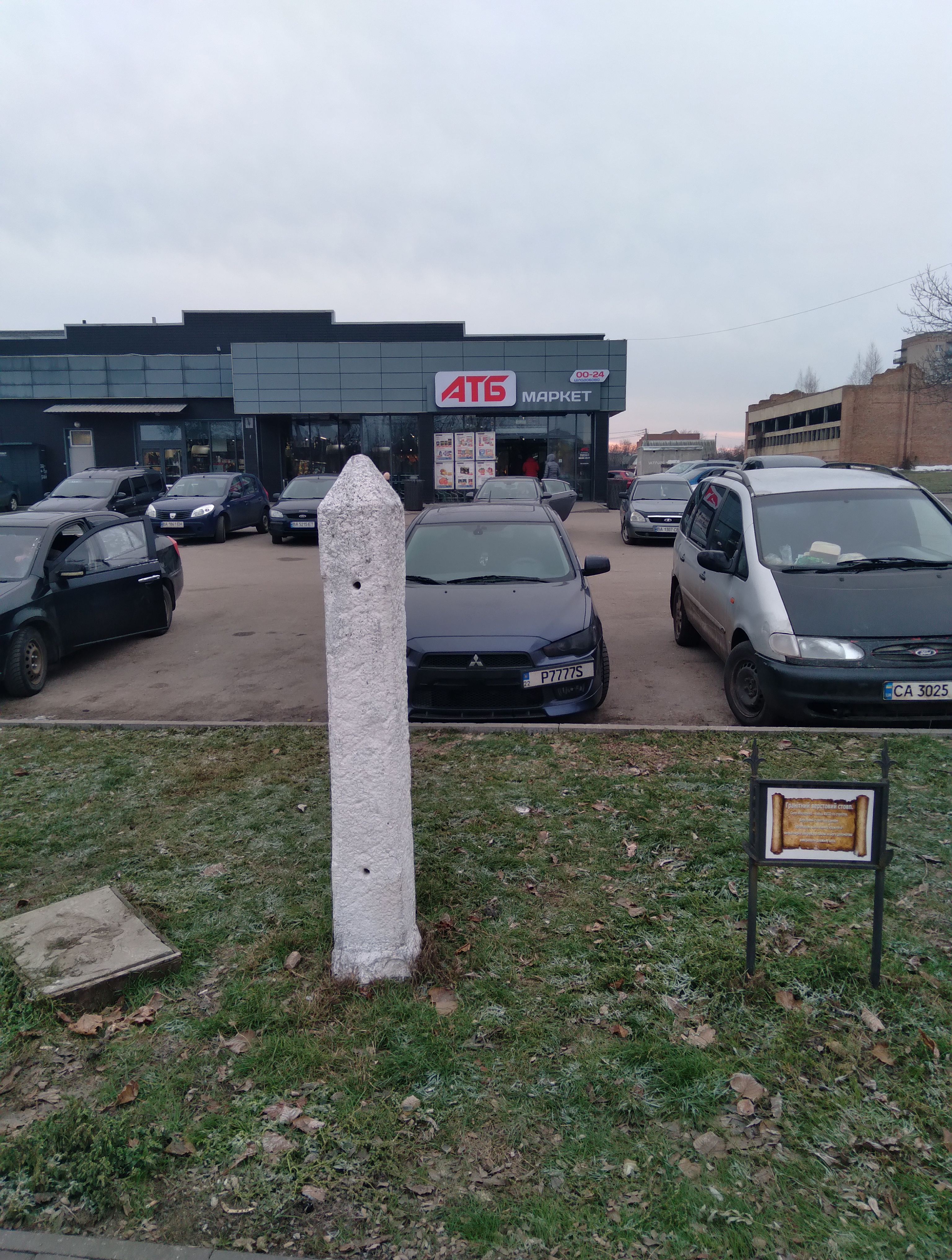
Una de las columnas de granito únicas con las que los cosacos marcaban su territorio (encontrada en el territorio de la Óblast de Kirovogrado)

Después de la muerte de Skoropadski en 1722, Pavló Polubotko fue elegido hetman interino. Pronto fue encarcelado en San Petersburgo y en su lugar creó el colegiado de la Pequeña Rusia, un órgano ejecutivo de seis oficiales rusos. Pero tan pronto como surgió una nueva amenaza del Imperio Otomano en 1727, con el fin de conseguir ayuda de las tropas cosacas, el colegiado fue liquidado y se permitió elegir al Apóstol Daniel como hetman. Estuvo de acuerdo con el zar en puntos decisivos, según los cuales el Hetmanato volvió a una autonomía relativa. Después de su muerte en 1734, la emperatriz Anna Ioánnovna creó la Junta del gobierno del hetman (con 3 cosacos y 3 representantes rusos), que existió hasta 1750. 

Territorios controlados por los cosacos ucranianos a mediados del siglo XVIII

En 1750, cuando la emperatriz Isabel restauró la posición del hetman, el cargo se le dio a Kiril Razumovski, uno de los primeros masones ucranianos y su último hetman. Devolvió la capital a Baturyn, convirtió a los oficiales en nobles, transformó los consejos cosacos en una asamblea general y llevó a cabo reformas judiciales y militares. Un conocido arquitecto de la época, Iván Hryhoróvych-Barski, construyó el Palacio Razumovski en Baturyn y la Catedral de la Natividad de la Virgen en Kozelka, que son buenos ejemplos del barroco ucraniano.
En la segunda mitad del siglo XVIII, Catalina la Grande instigó la histeria en la población ortodoxa oriental local al prometer protección contra el catolicismo, que condujo a un conflicto armado, la rebelión Koliívschyna en la vecina Ucrania del Margen Derecho, que formaba parte de la República de las Dos Naciones y concluyó en la Confederación de Bar, que acabó con la invasión militar rusa y las Particiones de Polonia. A fines del siglo XVIII, Rusia se anexionó por completo la mayor parte de Ucrania.
Al mismo tiempo, el Imperio ruso ganó gradualmente el control sobre el área de la costa del mar Negro (costa póntica norte) que formaba parte del reino otomano al final de las Guerras ruso-turcas de 1735–1739, 1768–1774 y 1787–1792.
Las tierras se entregaron generosamente a la nobleza y el campesinado no libre fue transferido para cultivar la estepa póntica. Al obligar a la población local de Nogai a salir y reasentar a los griegos de Crimea, Catalina la Grande cambió el nombre de todos los lugares poblados e invitó a otros colonos europeos a estas tierras recién conquistadas: polacos, alemanes (alemanes del Mar Negro, alemanes de Crimea, alemanes del Volga), suizos y otros. Al sur de Ucrania fueron deportados algunos estonios suecos. Desde entonces existe el antiguo pueblo sueco de Gammalsvenskby–Zmíivka.
Catalina la Grande persuadió a Kiril Razumovski para que regresara a San Petersburgo y en lugar del Hetmanato creó el Segundo Colegiado de la Pequeña Rusia en 1764 y se abolió el sistema de regimiento en Ucrania Libre. Durante su actividad tuvo lugar la unificación del sistema estatal con el de toda Rusia, se realizó el Inventario General de la Pequeña Rusia, se introdujo la servidumbre y en 1783 los campesinos ucranianos fueron esclavizados. Se establecieron las gobernaciones de Kiev, Chernígov, Nóvhorod-Síverski y Járkov. El último Sich cosaco,.donde huyeron los cosacos del antiguo Hetmanato que no querían someterse a Rusia, fue destruido en 1775. El ejército que destruyó Sich partió de la fortaleza de Santa Isabel, liderado por el general Tekeli, en ese momento era el cuartel general principal del Alto Mando ruso en Ucrania y era allí donde se almacenaban la mayoría de los valores cosacos después de la liquidación de Sich.

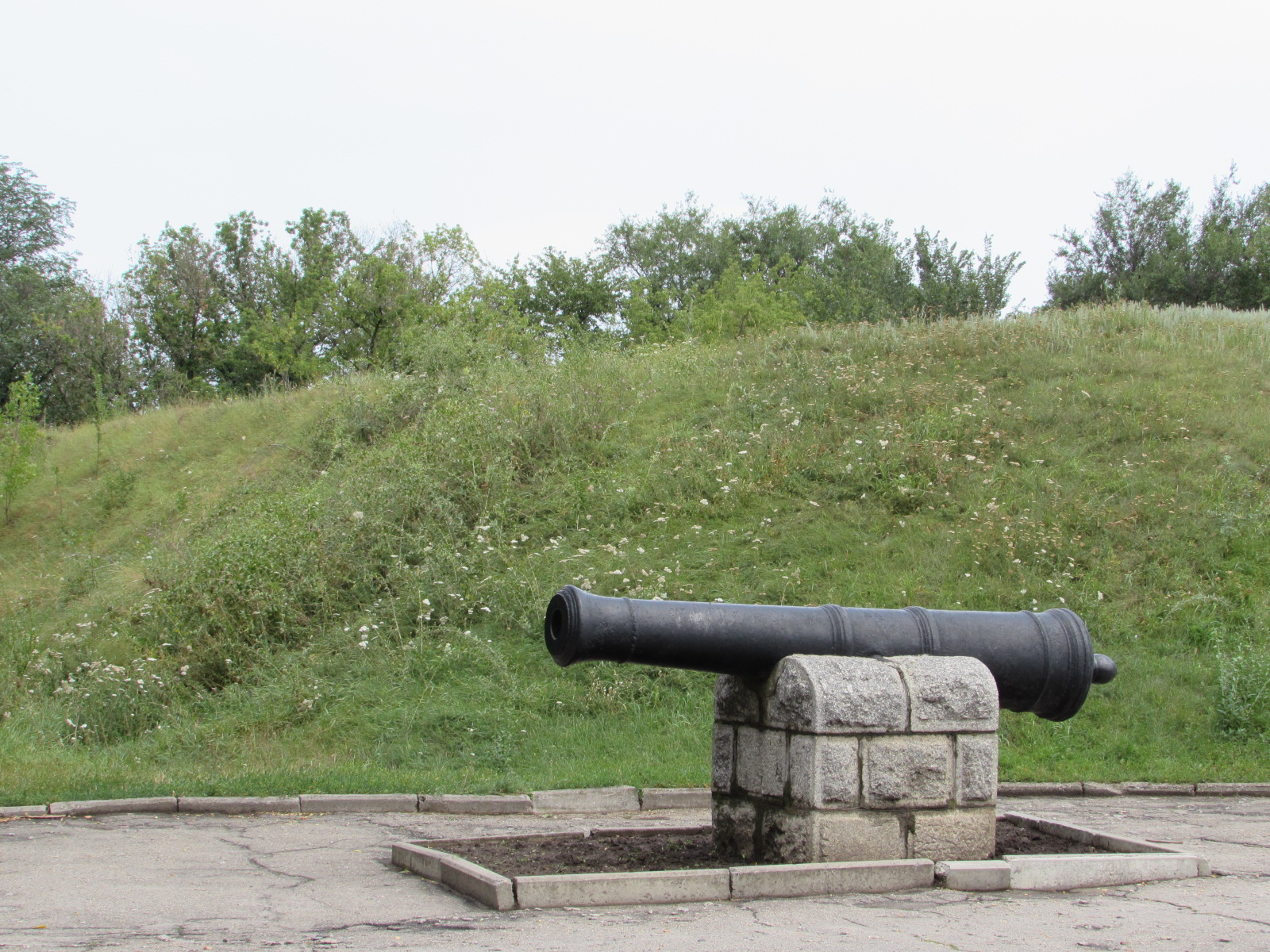
Cañones de la Fortaleza de Santa Isabel en la moderna ciudad de Kropivnitski

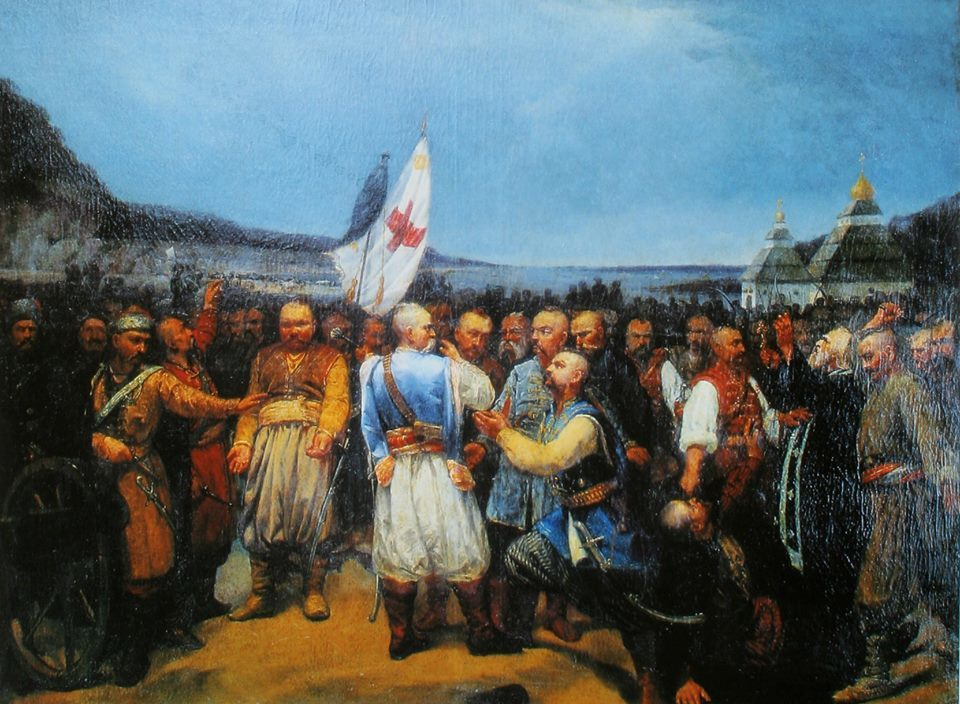
Cuadro "El último consejo de Sich", artista Viktor Kovalyov (años de vida: 1822-1894)

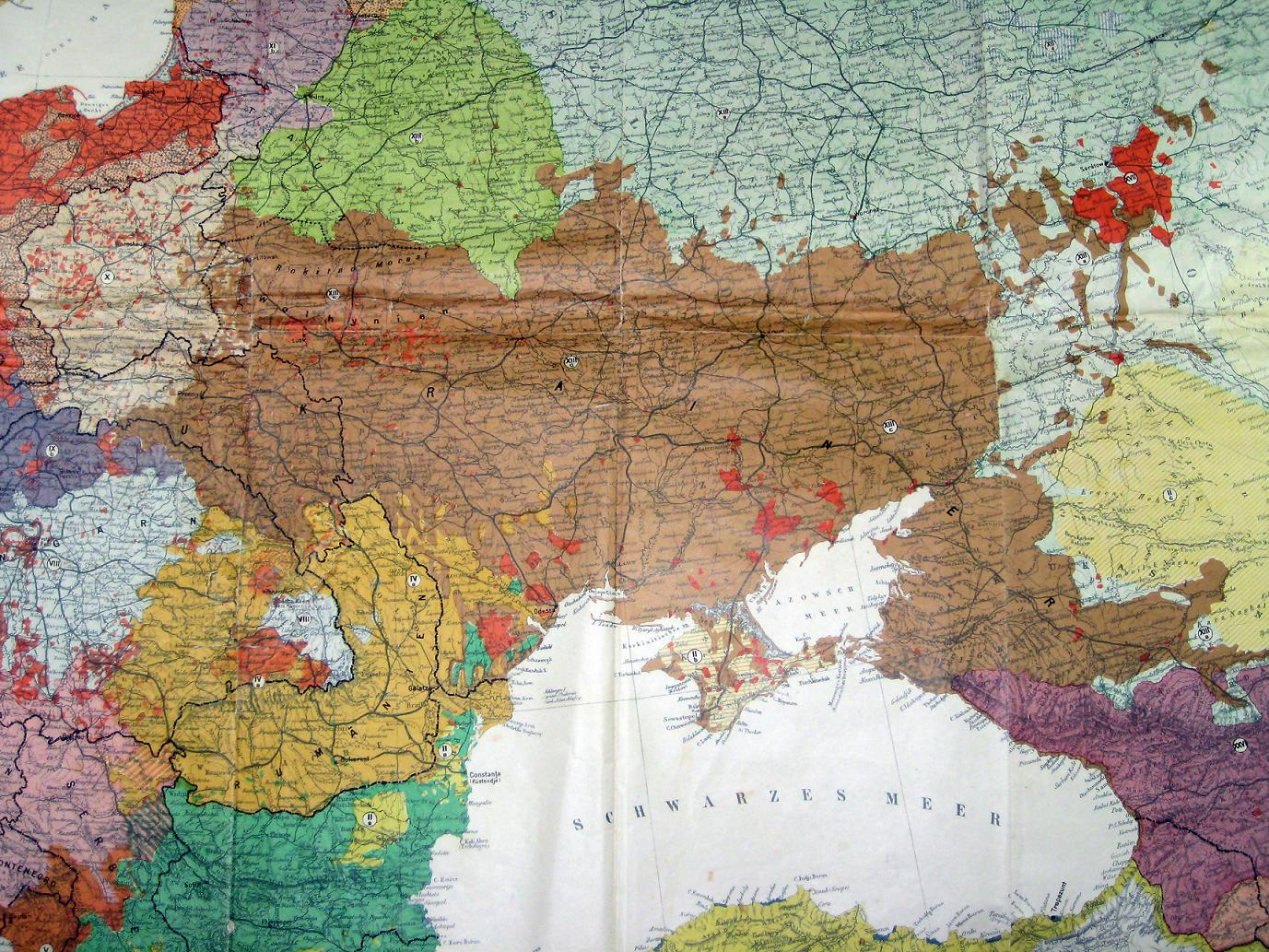
Territorio étnico de residencia de los ucranianos

Algunos cosacos cruzaron el Danubio, donde con el permiso del sultán turco fundaron el Sich del Danubio, a algunos se les permitió conquistar el Cáucaso del Norte y trasladarse a la región de Kubán. Catalina la Grande en una orden secreta al fiscal general del Senado, dio las siguientes instrucciones: «debe hacerse de la manera más fácil para que se rusifiquen y dejen de parecer lobos en el bosque».

## Gobierno
El control del estado pertenecía al Consejo Militar General Cosaco, mientras que la oficina del jefe de Estado estaba presidida por el hetman. También hubo un importante órgano asesor, el Consejo de Oficiales (Starshyna). El hetman fue elegido inicialmente por el Consejo General, compuesto por todos los cosacos, gente del pueblo, clero e incluso campesinos. A fines del siglo XVII, sin embargo, su papel se volvió más ceremonial a medida que el Consejo de Oficiales eligió al hetman y el Hetmanato mismo se estaba convirtiendo en un estado autoritario. Después de 1709, la batalla de Poltava, la nominación de hetman fue confirmada por el zar. El hetman presidió hasta que murió o fue expulsado por el Consejo general de cosacos. La oficina de hetman tenía poder completo sobre la administración, el poder judicial, las finanzas y el ejército. Su gabinete funcionó simultáneamente como el personal general y como el gabinete de ministros. El hetman también tenía el derecho de conducir la política exterior, aunque este derecho estaba cada vez más limitado por Moscú en el siglo XVII.
Cada uno de los distritos del regimiento que componen el Hetmanato fue administrado por un coronel que tenía dos funciones como autoridad militar y civil suprema en su territorio. Inicialmente elegidos por los cosacos de ese distrito regimental, en el siglo XVIII los coroneles fueron nombrados por el hetman. Después de 1709, los coroneles fueron elegidos frecuentemente por Moscú. El personal de cada coronel consistía de un intendente (segundo al mando), juez, canciller, ayudante de campo y portador de la bandera. 
A lo largo del siglo XVIII, la autonomía local fue erosionada gradualmente dentro del Hetmanato. Después de la tragedia de Baturyn, se abolió la autonomía, incorporándola a la gobernación de Kiev. Después de la Batalla de Poltava, los hetmans elegidos por el Consejo de Oficiales debían ser aceptados por el zar. Ellos sirvieron más como administradores militares y tienen poca influencia sobre las políticas domésticas, el zar también nombraba con frecuencia a los coroneles de cada distrito regimental.

## Divisiones administrativas
El Hetmanato se dividió en distritos militares-administrativos conocidos como distritos del regimiento (polk, en plural polkí) cuyo número fluctuaba con el tamaño del territorio del Hetmanato. En 1649, cuando el Hetmanato controlaba las márgenes Derecha y Izquierda del río Dniéper, incluía 16 de esos distritos. Después de la pérdida de la Margen derecha, este número se redujo a diez. Los distritos del regimiento se dividieron en compañías (sotnias), que fueron administrados por capitanes (sótnik). Las compañías fueron nombradas por un topónimo de su origen o por su líder y variaron enormemente en números hasta 16.
Se sabe que el primero que introdujo la división del regimiento fue el Príncipe Ostafiy Ruzhynski en 1515. Inicialmente, se crearon 21 regimientos que consistían en 2000 cosacos cada uno, reducidos por el Rey de Polonia Stephen Báthory en 1576 a 10.
- Regimiento de Bila Tserkva
- Regimiento de Mohyla
- Regimiento de Borzna
- Regimiento de Pólotsk
- Regimiento de Brátslav
- Regimiento de Pereyáslav
- Regimiento de Hádiach
- Regimiento de Poltava
- Regimiento de Irkliyiv
- Regimiento de Prylutsk
- Regimiento de Ichnya
- Regimiento de Sosnyt
- Regimiento de Vínnytsia
- Regimiento de Umañ
- Regimiento de Kániv
- Regimiento de Cherkasy
- Regimiento de Kiev
- Regimiento de Cherníhiv
- Regimiento de Korsun
- Regimiento de Chiguirín
- Regimiento de Lubny
- Sich de Zaporozhia

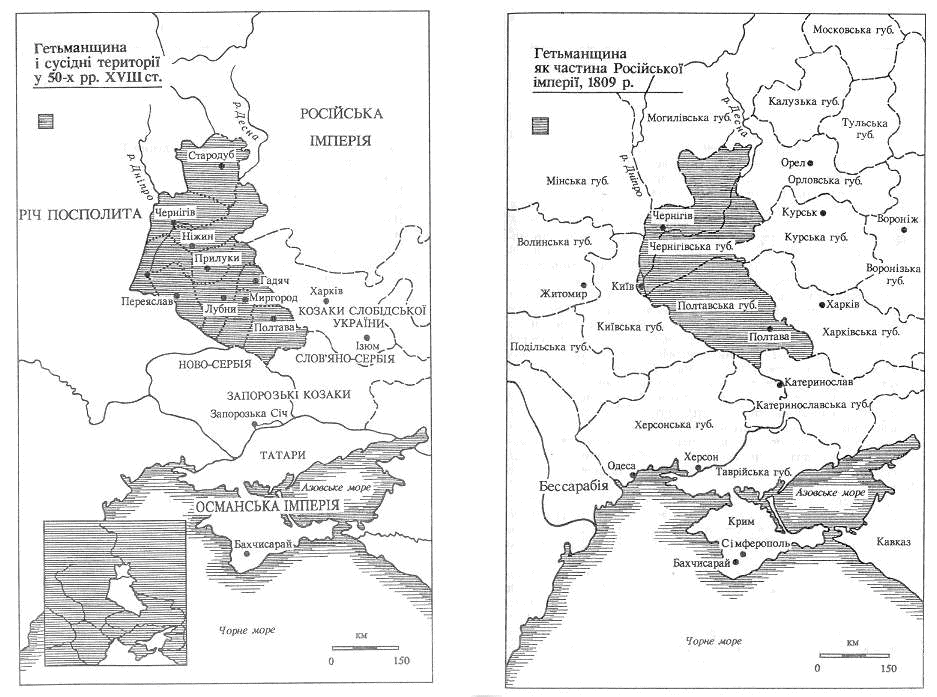
Mapa del Hetmanato en 1750

Después del Tratado de Andrúsovo y la abolición del sistema de regímenes en la Ucrania de la Margen Derecha, el Hetmanato continuó existiendo solo en la Ucrania de la Margen Izquierda. En 1712, constaba de 10 regimientos: 
- Regimiento de Hádiach
- Regimiento de Pereyáslav
- Regimiento de Kiev
- Regimiento de Poltava
- Regimiento de Lubny
- Regimiento de Pryluky
- Regimiento de Mýrhorod
- Regimiento de Starodub
- Regimiento de Nizhyn
- Regimiento de Cherníhiv

## Cultura
El Hetmanato coincidió con un período de florecimiento cultural en Ucrania, particularmente durante el reinado del hetman Iván Mazepa.

### Educación
Los visitantes extranjeros se sorprendían sobre el alto nivel de alfabetización, incluso entre la gente común, en el Hetmanato. Hubo un mayor número de escuelas primarias por población en el Hetmanato que en Moscovia o Polonia. En la década de 1740, de 1099 asentamientos dentro de los siete distritos del regimiento, hasta 866 tenían escuelas primarias. Un visitante alemán del Hetmanato, escribió en 1720 cómo el hijo de hetman Danylo Apóstol, quien nunca había salido de Ucrania, hablaba con fluidez los idiomas latín, italiano, francés, alemán, polaco y ruso. Bajo Mazepa, el colegio de Kiev se transformó en una Academia y atrajo a algunos de los principales académicos del mundo ortodoxo. Fue la institución educativa más grande en tierras gobernadas por Moscovia. Mazepa estableció otro colegio en Cherníhiv. Estas escuelas utilizaron en gran medida los idiomas polaco y latín y proporcionaron una educación occidental clásica a sus estudiantes. Muchos de los formados en Kiev, como Feofán Prokopóvich, se mudarían más tarde a Moscú, por lo que el mecenazgo de Iván Mazepa no solo elevó el nivel de cultura en Ucrania sino también en Moscú. Una academia de música se estableció en 1737 en la capital de Hlújiv. Entre sus graduados se encontraban Maksym Berezovski (el primer compositor del Imperio ruso en ser reconocido en Europa) y Dmitri Bortnianski.
Además de las prensas de impresión tradicionales en Kiev, se establecieron nuevos talleres de impresión en Nóvgorod-Síverski y Cherníhiv. La mayoría de los libros publicados eran de naturaleza religiosa, como el Peternik, un libro sobre las vidas de los monjes del monasterio Kiev-Pechersk. Se compilaron libros de historia local.

### Religión
En 1620, el patriarca ecuménico de Constantinopla restableció la metrópolis de Kiev para las comunidades ortodoxas orientales que se negaron a unirse a la Unión de Brest. En 1686, la Iglesia ortodoxa en Ucrania pasó de estar bajo la jurisdicción del Patriarca en Constantinopla a estar bajo la autoridad del patriarca de Moscú. Sin embargo, antes y después de esta fecha, los líderes locales de la Iglesia siguieron una política de independencia. El hetman Iván Mazepa estableció relaciones muy estrechas con el metropolitano Varlaam Iasynski (reinó entre 1690 y 1707). Mazepa proporcionó donaciones de tierras, dinero y pueblos enteros a la Iglesia. También financió la construcción de numerosas iglesias en Kiev, incluyendo la Iglesia de la Epifanía y la catedral del monasterio de San Miguel de las Cúpulas Doradas, y la restauración de iglesias más antiguas como la catedral de Santa Sofía en Kiev, que se había deteriorado hasta casi arruinar por la Mediados del siglo XVII, en un estilo conocido como barroco ucraniano. 

## Sociedad
La estructura social del Hetmanato consistía en cinco grupos: la nobleza, los cosacos, el clero, la gente del pueblo y los campesinos.

### Nobleza
Como en el caso de Polonia, la nobleza continuó siendo la clase social dominante durante el Hetmanato, aunque su composición y fuente de legitimidad dentro de la nueva sociedad había cambiado radicalmente. Durante el Levantamiento de Jmelnitski, los nobles polacos y los magnates rutenios huyeron del territorio del Hetmanato. Como resultado, el estado noble ahora consistía en una fusión entre la nobleza que había permanecido en el territorio del Hetmanato (antiguas familias nobles que no sucumbieron a la polonización y los nobles menores que habían participado en el levantamiento del lado de los cosacos contra Polonia) con miembros de la emergente clase de oficiales cosacos. A diferencia de los nobles polacos cuyas tierras fueron redistribuidas, los nobles leales al Hetmanato conservaron sus privilegios, sus tierras y los servicios de los campesinos. Juntos, los viejos nobles y los nuevos oficiales cosacos fueron conocidos como los distinguidos militares (Znachni Viiskovi Továryshi). Así, la naturaleza del estado noble se cambió fundamentalmente. Ya no dependía de la herencia antigua, sino de la lealtad al Hetmanato. Sin embargo, con el tiempo, las tierras y privilegios de los oficiales cosacos también se convirtieron en hereditarios, y la clase de oficiales y nobles cosacos adquirió enormes propiedades terrestres comparables a las de los magnates polacos a quienes habían reemplazado y emulado.

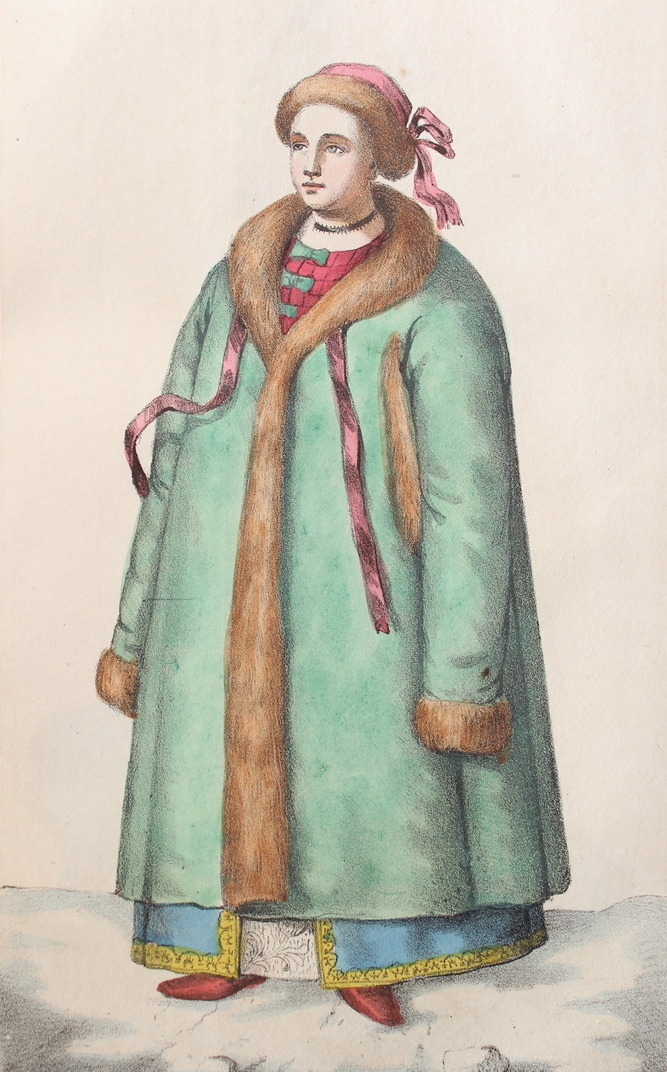
Mujer de la nobleza.
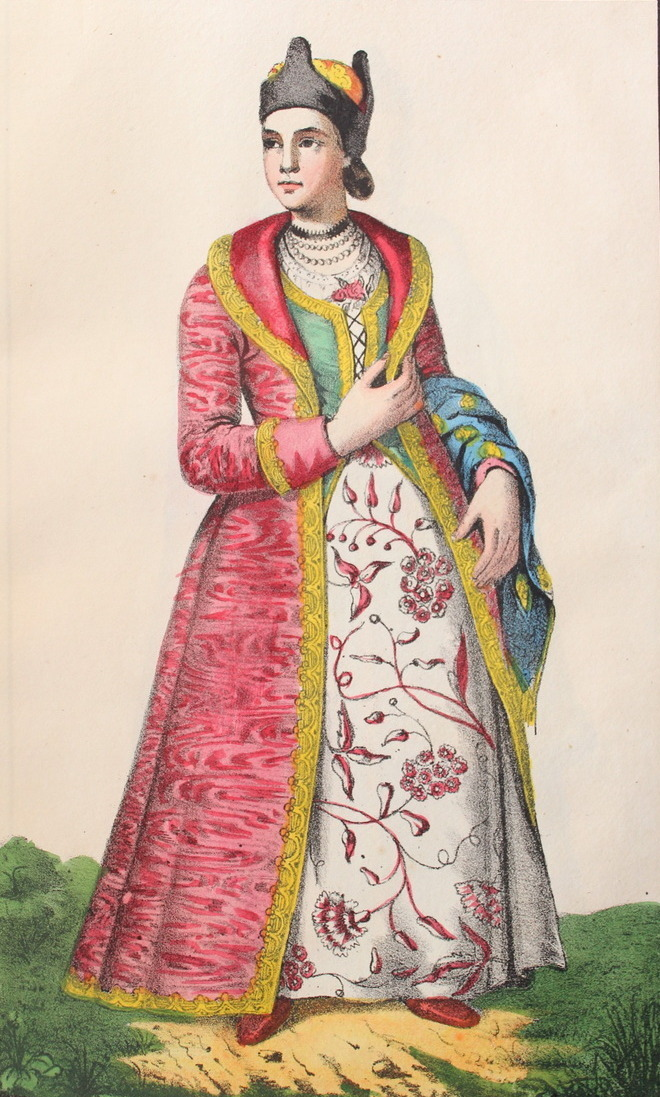
Joven de la nobleza
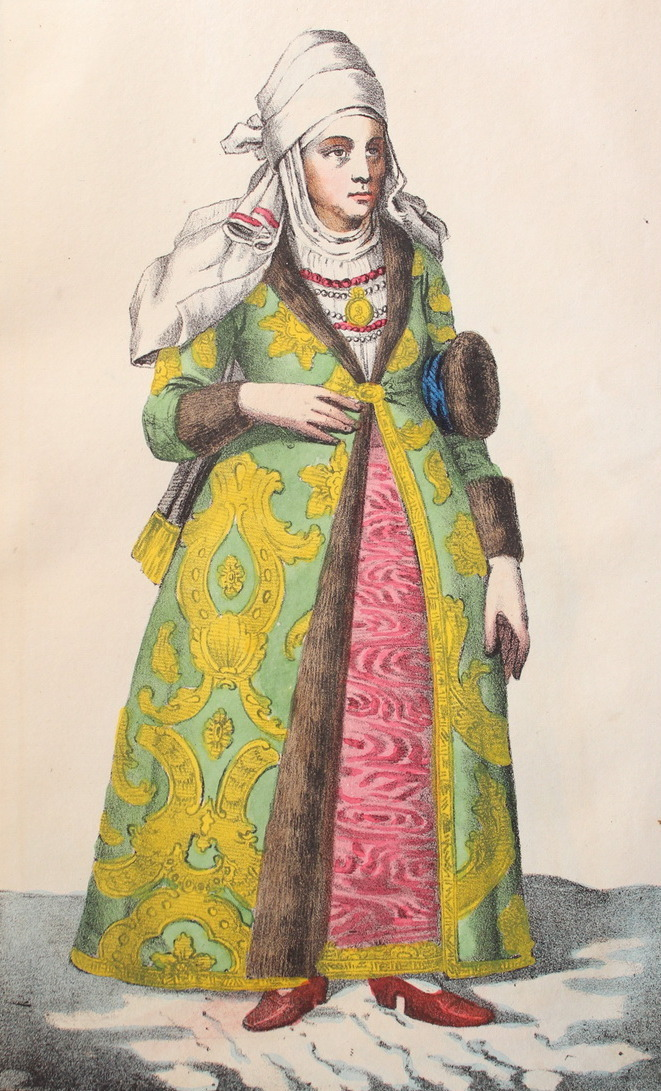
Joven de la nobleza
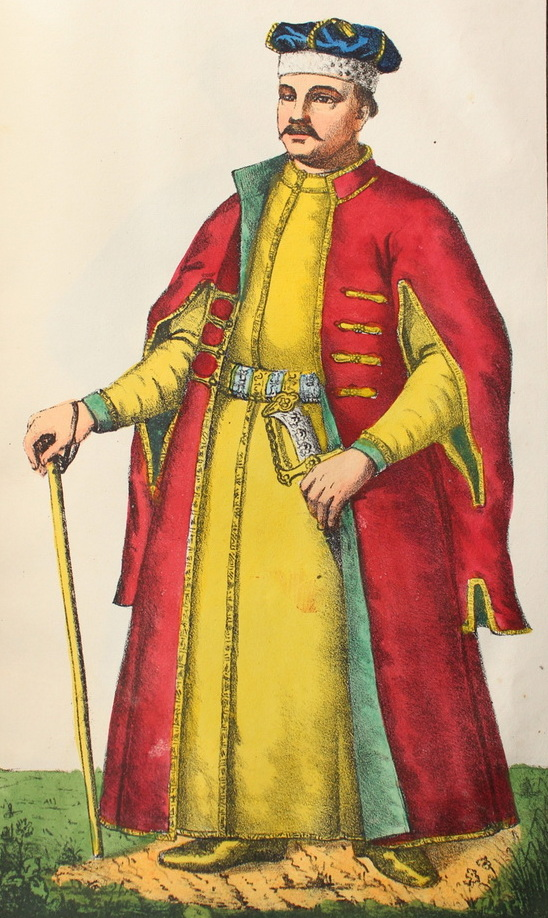
Hombre de la nobleza

### Cosacos
La mayoría de los cosacos no pudieron entrar en el estado noble y continuaron su papel como soldados libres. Los cosacos de menor rango a menudo se resintieron con sus hermanos más ricos y fueron responsables de las frecuentes rebeliones, particularmente durante la Ruina, un período de inestabilidad y guerra civil en el siglo XVII. Estos resentimientos fueron frecuentemente explotados por Moscú. La Sich de Zaporizhia sirvió como refugio para los cosacos que huían del Hetmanato como lo había sido antes del levantamiento de Jmelnitski.

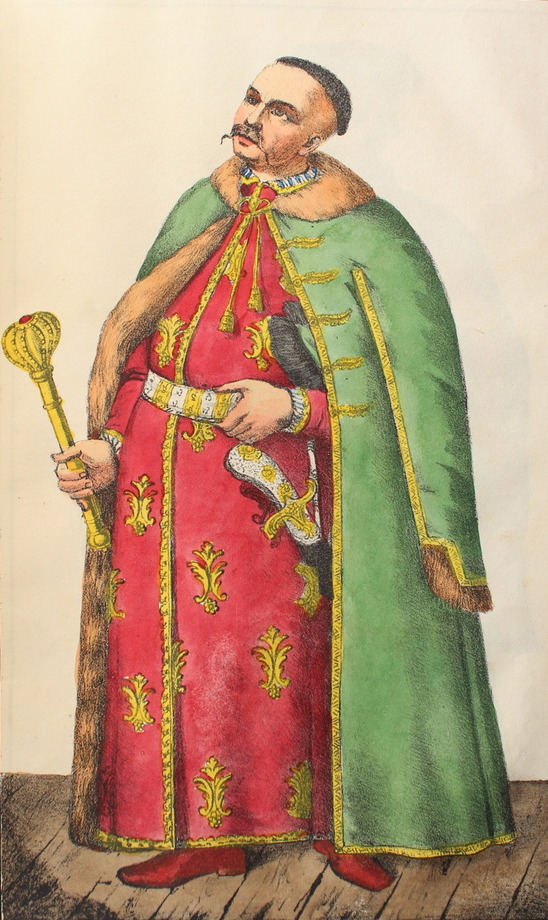
Coronel cosaco
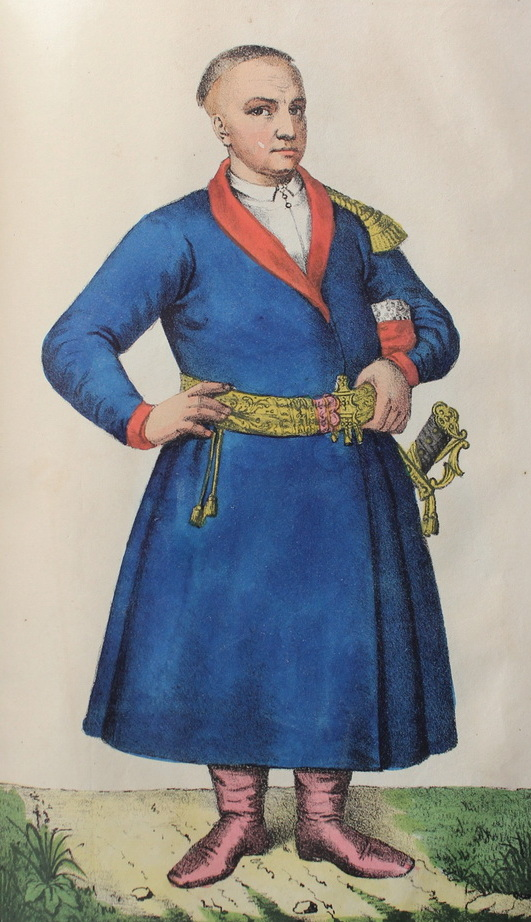
Capitán cosaco
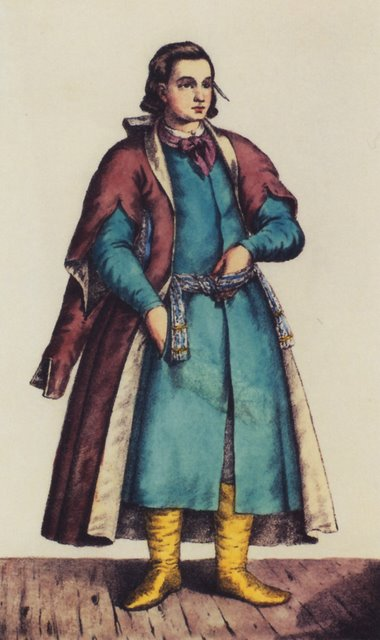
Secretario cosaco
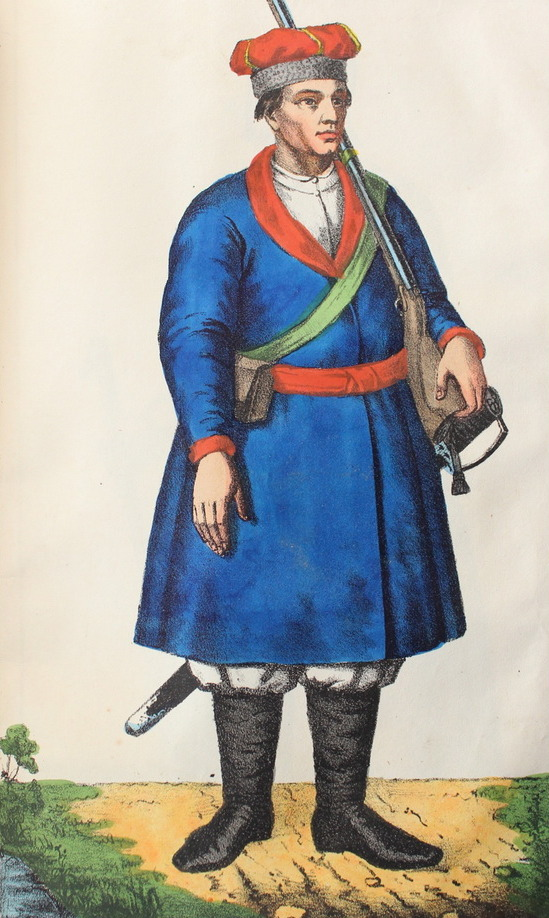
Soldado cosaco

### Clero
Durante el Hetmanato, la Iglesia católica (incluyendo al clero uniato) fueron expulsados de Ucrania. El clero ortodoxo «negro», o monástico, disfrutó de un estatus muy alto en el Hetmanato, controlando el 17 % de las tierras del Hetmanato. Los monasterios estaban exentos de impuestos y en ningún momento se permitía a los campesinos vinculados a los monasterios renunciar a sus deberes. La jerarquía ortodoxa se hizo tan rica y poderosa como los nobles más poderosos. Los clérigos ortodoxos «blancos» o casados también estaban exentos de pagar impuestos. Los hijos de los sacerdotes a menudo ingresaban en el clero o en la administración pública cosaca. No era raro que los nobles o los cosacos se convirtieran en sacerdotes y viceversa.

### Gente del pueblo
Doce ciudades dentro del Hetmanato gozaban de los derechos de Magdeburgo, en los cuales eran autónomos y controlaban sus propios tribunales, finanzas e impuestos. Los ciudadanos ricos pudieron ocupar cargos dentro del Hetmanato o incluso comprar títulos de nobleza. Debido a que las ciudades eran generalmente pequeñas (las ciudades más grandes eran Kiev y Nizhyn y no tenían más de 15 000 habitantes), este grupo social no era muy significativo en relación con otros grupos sociales.

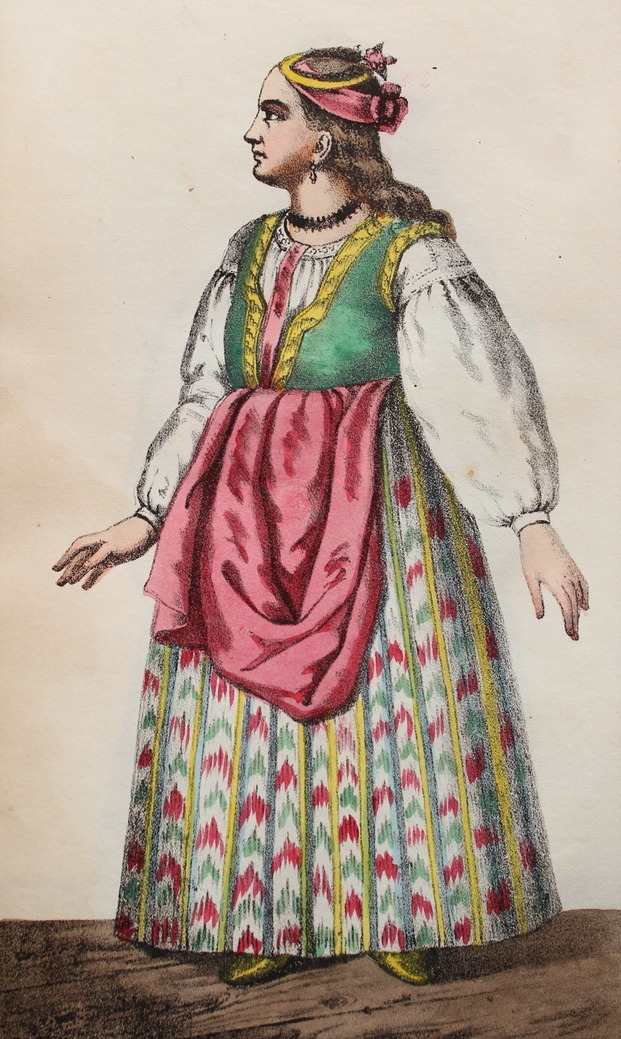
Ciudadana joven
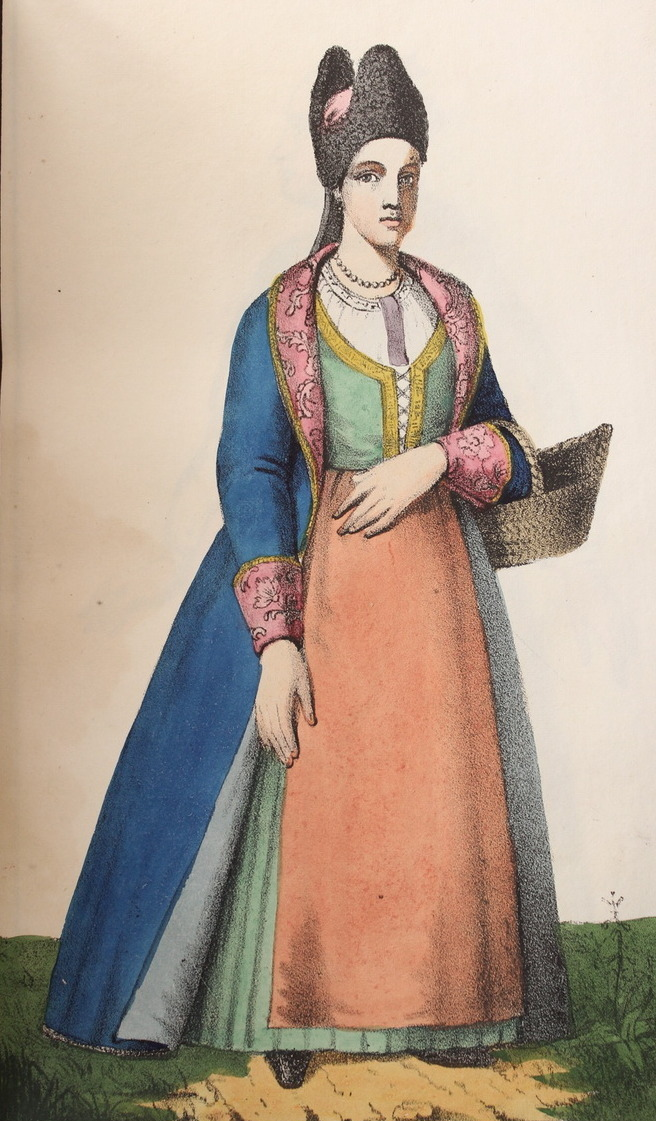
Ciudadana mayor
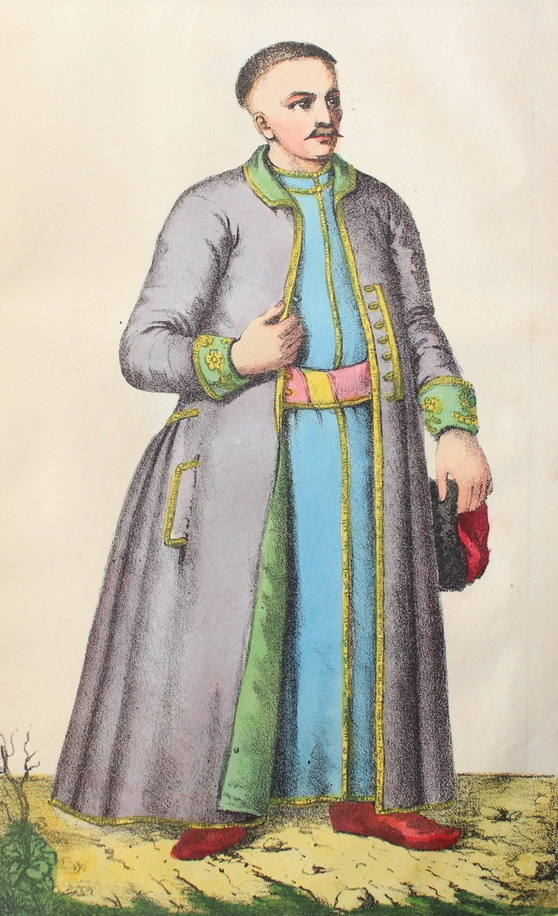
Ciudadano

### Campesinos
Los campesinos constituían la mayoría de la población del Hetmanato. Aunque el levantamiento de Jmelnitski redujo significativamente el trabajo forzoso por parte de los campesinos, en la cual los terratenientes y magnates polacos fueron expulsados del territorio controlado por el hetman, aquellos nobles leales al hetman y la Iglesia ortodoxa esperaban a los campesinos bajo control. Su control para seguir prestando sus servicios. Así, como resultado del levantamiento, aproximadamente el 50% del territorio consistía en tierras cedidas a oficiales cosacos o pueblos autónomos libres controlados por los campesinos, el 33 % de la tierra era propiedad de oficiales cosacos y nobles, y el 17 % de la tierra era propiedad de la Iglesia. Con el tiempo, la cantidad de territorio que poseían los nobles y los oficiales creció gradualmente a expensas de las tierras que poseían los campesinos y los cosacos, y los campesinos se vieron obligados a trabajar cada vez más días para sus propietarios. Sin embargo, sus obligaciones permanecieron más ligeras de lo que habían sido antes del levantamiento; y hasta el final del Hetmanato, los campesinos nunca fueron completamente protegidos y conservaron el derecho a moverse.

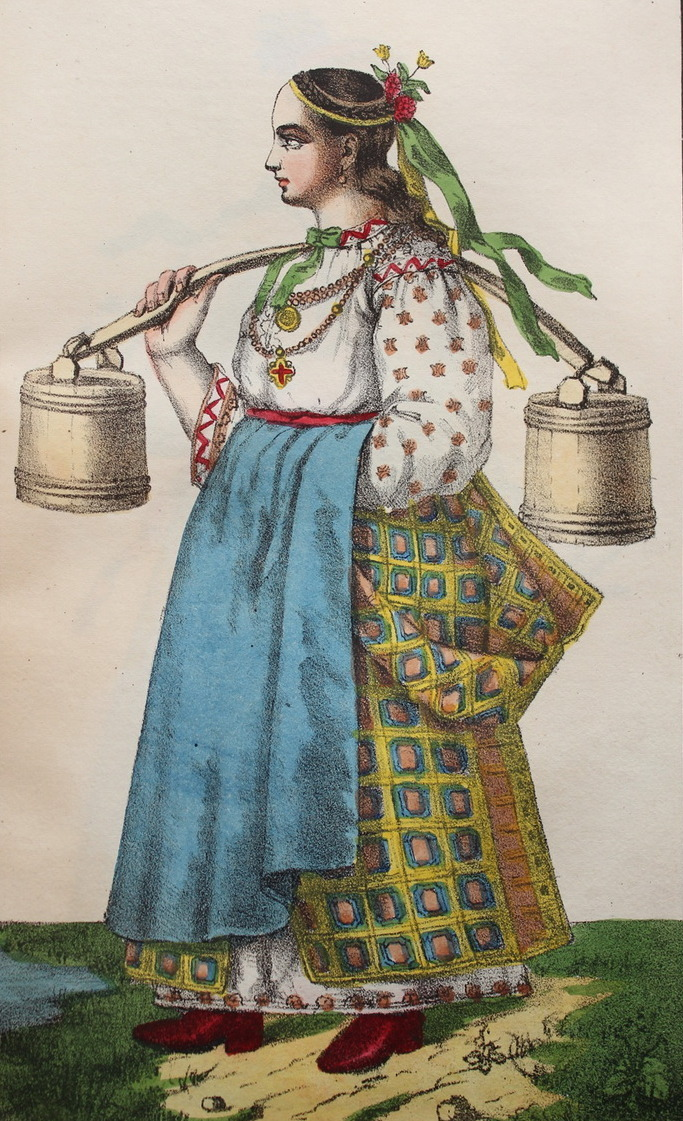
Campesina joven
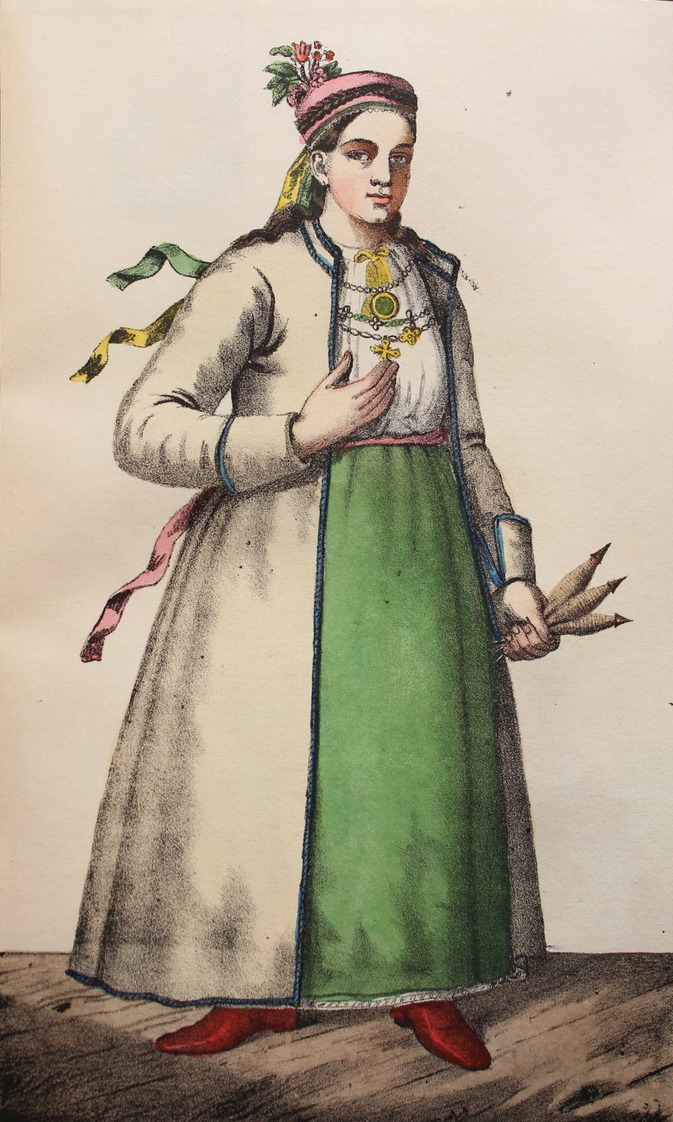
Campesina joven
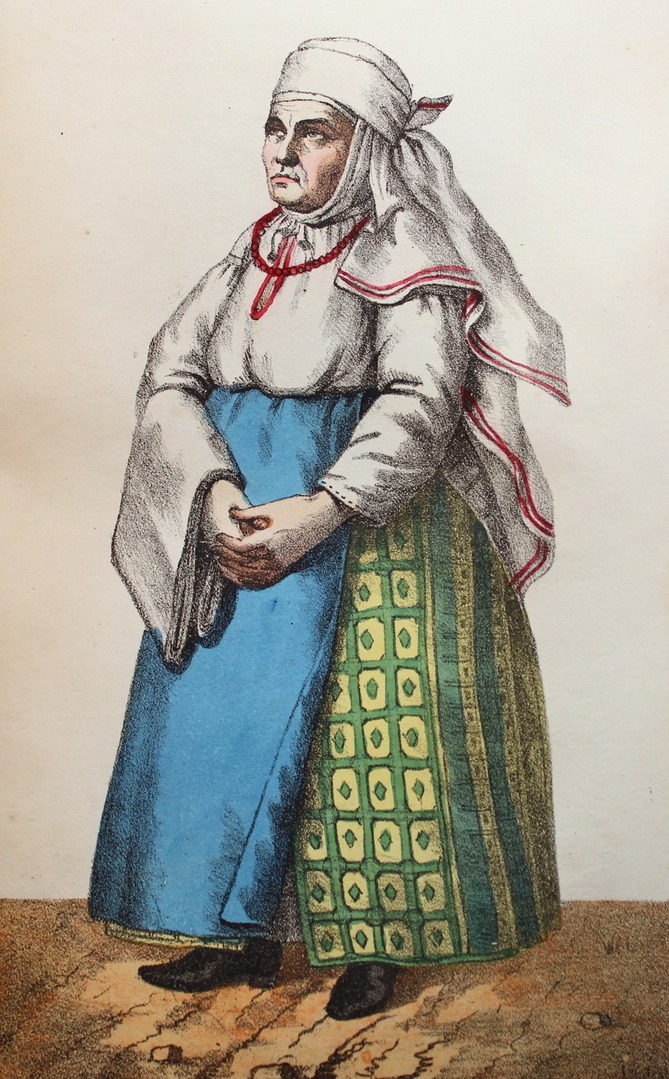
Campesina mayor
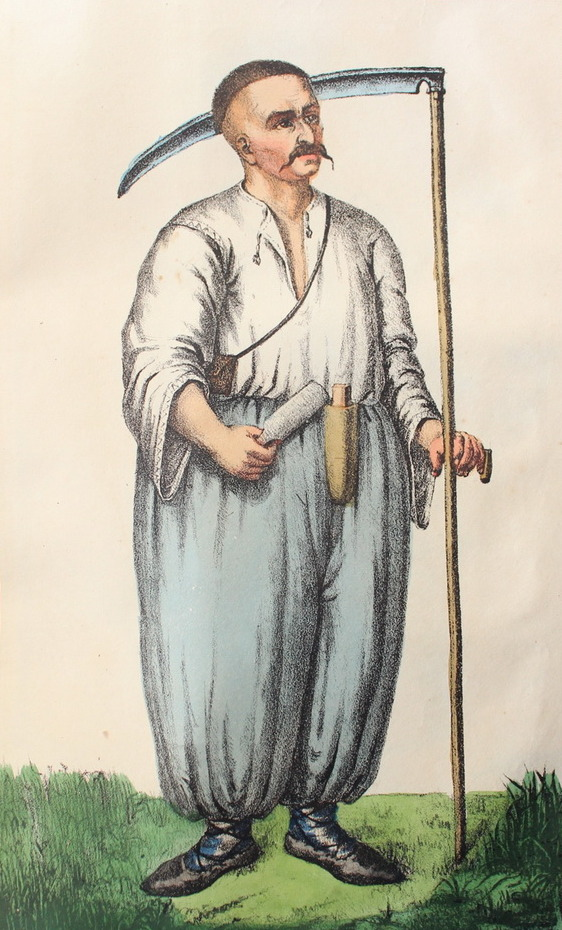
Campesino